# Marie-Luise Kuhn
Marie-Luise Kuhn (* 6. Juni 1945 in Gotha; † 12. Dezember 1999) war eine deutsche Politikerin (SPD).

## Beruf und Familie
Kuhn absolvierte eine Ausbildung als pharmazeutisch-kaufmännische Angestellte. Sie war verheiratet.

## Politik
Der SPD trat Kuhn im Jahr 1986 bei. Von 1989 bis 1997 war sie Vorsitzende des Ortsvereins Alsweiler, außerdem war sie stellvertretende Vorsitzende des Unterbezirks St. Wendel. Dem Gemeinderat Marpingen gehörte sie ab 1989 an. Seit 1994 war sie auch Erste Beigeordnete der Gemeinde.
Am 5. September 1999 wurde sie in den Landtag des Saarlandes gewählt (zwölfte Legislaturperiode), dem sie bis zu ihrem Tod wenige Monate später angehörte. Für sie rückte Gisela Kolb nach.
| Personendaten    | Personendaten                   |
| ---------------- | ------------------------------- |
| NAME             | Kuhn, Marie-Luise               |
| KURZBESCHREIBUNG | deutsche Politikerin (SPD), MdL |
| GEBURTSDATUM     | 6. Juni 1945                    |
| GEBURTSORT       | Gotha                           |
| STERBEDATUM      | 12. Dezember 1999               |